# Wolfhold von Admont
Wolfhold von Admont, auch Wolfhold von Lohkirchen (* 11. Jahrhundert; † 1. November 1137 in Admont) war Abt des Benediktinerstifts Admont von 1115 bis 1137, Klosterreformer und Gründer des Admonter Frauenklosters.

## Leben
Wolfhold von Lohkirchen war Dompropst in Freising, dann Profess des Schwarzwaldklosters St. Georgen unter Abt Theoger (1088–1119), kurzfristig auch Abt des Klosters Eisenhofen-Petersberg (Scheyern) gewesen, bevor er die Klosterleitung von Admont übernahm.
Die Admonter Annalen erwähnen zu 1115 und zu 1137 in ausführlichen Exkursen Wolfhold von St. Georgen. Der Einsetzung des Mönches als Admonter Abt durch den Salzburger Erzbischof Konrad I. (1106–1147) ging die „demütige Bitte“ des Letzteren an Abt Theoger von St. Georgen voraus, Wolfhold nach Admont zu schicken. Theoger und sein Kloster erfreuten sich innerhalb des reformerisch geprägten Mönchtums offensichtlich eines guten Rufes, und Theoger entsprach selbstverständlich der erzbischöflichen Bitte.
Zum Jahr 1137 heben die Admonter Annalen besonders auf das reformerische Wirken Wolfholds ab, das offensichtlich auf den Widerstand von Kräften innerhalb und außerhalb des Klosters traf. Durch ein Ordal, ein Gottesurteil, reinigte sich Wolfhold von etwaigen Anschuldigungen, er gründete das Admonter Frauenkloster (1116/1120), reformierte die Frauengemeinschaft St. Georgen am Längsee (1122) und beeinflusste im Sinne der Admonter Klosterreform durch die Admuntina religio noch weitere Klöster. Mit anderen Worten: Admont entfaltete unter Wolfhold erstmals eine Außenwirkung als Reformkloster.
Abt Wolfhold widmete sich auch dem Wiederaufbau des in den Kämpfen des Investiturstreits verwüsteten Admonter Klosters. Mit massiver erzbischöflicher Unterstützung wurde die Stiftskirche Admont neu erbaut und 1121 geweiht, eine dreischiffige Basilika mit einer mächtigen Doppelturmanlage im Westen des Langhauses, eine Kirche vom Admonter Bautyp, die Einflüsse Hirsauer Bauformen erahnen lässt. Das Gotteshaus Wolfholds hatte Bestand bis zum Brand des Klosters im Jahr 1152.
Während er Abt von Admont war, war er zugleich Abt des oberbayerischen Klosters Attel.
Wolfhold von Admont starb am 1. November 1137, sein Nachfolger wurde Gottfried von Admont (1138–1165).